# Kadapa (huyện)
Huyện Kadapa, trước đây có tên là Cuddapah, là một huyện thuộc bang Andhra Pradesh, Ấn Độ. Thủ phủ huyện đóng ở thành phố Kadapa. Huyện Kadapa có diện tích 15359 ki lô mét vuông. Đến thời điểm năm 2001, huyện Kadapa có dân số 2.573.481 người.